# SIAI S.19
Le SIAI S.19 est un hydravion de course italien construit par SIAI pour le Trophée Schneider 1920.

## Conception et développement
Le S.19 est un hydravion monoplace, biplan avec un moteur monté sur des jambes de suspension entre la coque et l'aile supérieure. Le moteur Ansaldo San Giorgio 4E-29 de 500 ch est équipé d'une hélice propulsive bipale. Des ballonnets de stabilisation sont montés sous l'aile inférieure.

## Histoire opérationnelle
Le moteur du S.19 ne fut pas prêt à temps pour le Trophée Schneider 1920, l'avion ne put donc pas y participer.

## Opérateurs
Royaume d'Italie